# Crazy Sue
Crazy Sue und Crazy Sue Goes On sind zwei Jump-’n’-Run-Computerspiele für den Commodore Amiga.

## Crazy Sue
Crazy Sue ist ein typisches Jump-’n’-Run-Computerspiel, das 1990 in Ausgabe 1 des englischen Amiga-Magazins Amiga Fun (Verlag MC Publications) veröffentlicht wurde.

### Spielablauf
Der Spieler steuert mittels Joystick die Spielfigur, ein kleines Mädchen namens Crazy Sue. Die Spielwelt scrollt dabei ausschließlich horizontal und in einigen Levels ist die Scrollrichtung fix vorgegeben, sodass man immer von links nach rechts laufen muss. Es gibt verschiedene Bonusobjekte die zusätzliche Eigenschaften verleihen. Ein Sprungmond verleiht die Fähigkeit, besonders hoch zu springen und ein Lollipop erlaubt es, Monster zu bekämpfen.
Das Hauptziel des Spieles ist es, das Ende eines Levels zu erreichen, ohne dass man stirbt oder die Zeit abläuft.

### Handlung
Die Vorgeschichte, die man im Titelbildschirm erfährt, ist sehr kurz. Crazy Sue lebt im Land Ereanor, wo ein böser Zauberer, der Wizard of Doom, die Bevölkerung versklavt. Laut einer Prophezeiung kann ihn nur ein kleines Mädchen besiegen und dessen Rolle übernimmt man als Crazy Sue, die während des Spieles zu seinem Schloss vordringt um am Schluss gegen ihn zu kämpfen.

### Levels
Es gibt 10 Levels mit steigendem Schwierigkeitsgrad. Im ersten Level verlässt Crazy Sue ihr Haus und läuft in den Wald, der sich bis ans Ende von Level zwei erstreckt und in eine Wüste mündet, die man in Level drei durchquert, bevor man in Level vier einen Berg erklimmt. Im fünften Level betritt Crazy Sue einen versteinerten Wald, im sechsten überquert sie auf einer langen Brücke eine Schlucht und erreicht im siebten Level endlich das Schloss. Bis hierhin sind die Level komplett linear, man fängt links an und versucht das Ende des Levels am rechten Rand zu erreichen. Die Monster haben alle fix vorgegebene Bewegungsmuster, man muss ihnen nur durch geschicktes Manövrieren ausweichen und versuchen bei Sprüngen nicht neben Plattformen zu landen und unten aus dem Level hinauszufallen.
Level acht und neun spielen im Schloss und sind komplexer aufgebaut. Es gibt viele Schlüssel und Türen mit Räumen dahinter und man muss erst den Weg hinunter zu den Dungeons in Level zehn finden, wo schließlich der Endgegner wartet.

### Nennenswertes
- Der Verlag MC Publications, der die Zeitschrift Amiga Fun vertrieb und Crazy Sue dort in Ausgabe 1 veröffentlichte, wurde später vom Computec-Verlag aufgekauft und das Spiel wurde von diesem 1991 auf der ersten Amigo!-Diskette, einem Disk-Magazin, im deutschsprachigen Raum veröffentlicht.[2] Eine weitere Veröffentlichung gab es als PD-Soft-2448-Diskette, wo das Spiel als Public-Domain-Spiel deklariert wurde.[3]
- Die Entwickler des Spieles erscheinen als Hironymus Jumpshoe und Thorin Oakenshield für die Programmierung und DJ Braincrack für Grafik und Sound, es findet sich jedoch keine Information, welche Personen wirklich dahinter stecken.
- Für den C64 erschien eine Portierung des Spiels in der Ausgabe 4/93 des Disk-Magazins Magic Disk 64.[4]
- Vom Verlag wurde auch eine DOS-Version für PC[5] und eine Atari-ST-Version in Auftrag gegeben, die von der Agentur Denker & Barile umgesetzt wurde. Die PC- und Atari-ST-Versionen wurden zwar damals zusammen auf einer 3,5″-Diskette für beide Systeme ausgeliefert, letztlich aber dann durch eine zweite Portierung für den PC ausgetauscht.

## Crazy Sue Goes On
Crazy Sue Goes On ist ein 2D-Jump-’n’-Run-Spiel, das 1992 als Heftdiskette der Amiga Fun Zeitschrift des Computec-Verlags erschien. Das Spiel ist die Fortsetzung zu Crazy Sue. Der Spieler übernimmt wiederum die Rolle des kleinen Mädchens namens Crazy Sue und muss diesmal die Frau des bösen Wizard of Doom, den sie im ersten Teil besiegte, bekämpfen.

### Spielablauf
Der Spielablauf ist beinahe identisch mit dem von Crazy Sue, doch die Levels wurden größer und komplexer. Das Scrolling findet aber nach wie vor nur in horizontaler Richtung statt. Einziger Unterschied liegt im Leveldesign und einigen Kleinigkeiten, so muss der Spieler oft mehrmals zu Orten zurückkehren und in großen Levels herumklettern. Es gibt auch einige zeitbegrenzte Bonusobjekte, die nur an speziellen Tempeln aktiviert werden können. So etwas gab es im ersten Spiel nicht.

### Handlung
Die Handlung knüpft direkt an Crazy Sue an. Der Wizard of Doom ist besiegt, doch seine Frau, die Mistress of Death, bereitet der Bevölkerung von Ereanor jetzt Kummer und stiehlt darüber hinaus Crazy Sues Teddybär. Und so macht diese sich auf den Weg, um ihren Teddybären zu retten und die böse Hexe zu besiegen.

### Levels
Das Spiel ist in vier Levels unterteilt. Im Vergleich zu den 10 Levels aus dem ersten Teil sind diese jedoch deutlich größer und vernetzter, so dass das Spiel insgesamt ungefähr die gleiche Länge besitzt. Das Spiel startet im ersten Level, als Crazy Sue das Schloss der Mistress of Death erreicht. Das zweite und dritte Level spielen im Inneren der Burg bzw. in der Bibliothek. Im letzten Level begibt sich Crazy Sue in die Kanalisation, wo am Ende die böse Hexe auf sie wartet.

### Nennenswertes
- Nachdem man die Mistress of Death besiegt hat, erscheint eine Meldung, die einen gewissen "Uncle Ice Death" erwähnt, was jedoch eine andere Geschichte sei. Man kann deshalb spekulieren, dass eine weitere Fortsetzung geplant war, mit diesem neuen Verwandten als Bösewicht. Ein solches Spiel ist jedoch nie erschienen.
- Auf dem C64 gab es keine Version von Crazy Sue Goes On, dafür aber eine andere Fortsetzung mit dem Namen Crazy Sue Plus,[6] die beiden haben aber außer dem Vorgänger nichts gemeinsam.

### Crazy Sue
- Crazy Sue in der Hall of Light Amiga Datenbank (englisch)
- Crazy Sue in der Lemon Amiga Datenbank (englisch)
- Musik des Spiels auf exotica.org.uk
- Karten aller Levels des Spiels auf einer Fanseite (offenbar ist dort ein Remake in Planung)

### Crazy Sue Goes On
- Crazy Sue Goes On in der Hall of Light Amiga Datenbank (englisch)
- Sue Goes On Crazy Sue in der Lemon Amiga Datenbank (englisch)
- Musik des Spiels auf exotica.org.uk
- Review des Spieles in der Amiga Joker magazine (Memento vom 1. Februar 2008 im Internet Archive)
- Fanseite mit Karten aller Level